# Кенигсфелд (Ајфел)
Кенигсфелд (њем. Königsfeld) општина је у њемачкој савезној држави Рајна-Палатинат. Једно је од 74 општинска средишта округа Арвајлер. Према процјени из 2010. у општини је живјело 651 становника. Посједује регионалну шифру (AGS) 7131041.

## Географски и демографски подаци
Кенигсфелд се налази у савезној држави Рајна-Палатинат у округу Арвајлер. Општина се налази на надморској висини од 272 метра. Површина општине износи 7,2 km². У самом мјесту је, према процјени из 2010. године, живјело 651 становника. Просјечна густина становништва износи 90 становника/km².